# 더 사운드 오브 필라델피아
더 사운드 오브 필라델피아(The Sound of Philadelphia)는 미국에서 제작된 제레미 게즈 감독의 2020년 드라마, 스릴러 영화이다.
이 영화는 2020년 9월 8일 도빌 미국 영화제에서 전 세계적으로 초연되었다. 2021년 1월 22일 버티컬 엔터테인먼트에 의해 개봉되었다.

## 출연
- 마티아스 스후나르츠
- 조엘 키너먼
- 마이카 먼로
- 폴 슈나이더 (배우)
- 라이언 필리피
- 안토니 코론